# Lijst van rijksmonumenten in Halderberge
De gemeente Halderberge telt 67 inschrijvingen in het rijksmonumentenregister. Hieronder een overzicht. 

## Bosschenhoofd
De plaats Bosschenhoofd telt 2 inschrijvingen in het rijksmonumentenregister.
| Object                                                                                        | Oorspronkelijke functie? | Bouwjaar      | Architect | Locatie                       | Coördinaten?                  | Nr.?   | Afbeelding                                                                                    |
| --------------------------------------------------------------------------------------------- | ------------------------ | ------------- | --------- | ----------------------------- | ----------------------------- | ------ | --------------------------------------------------------------------------------------------- |
| Station van voormalige halte Seppe                                                            | Transport                | 1855          |           | Pastoor van Breugelstraat 138 | 51° 33' 30" NB, 4° 32' 42" OL | 521546 | Meer afbeeldingen                                                                             |
| N.S.-complex: dienstwoning in Ambachtelijk-Traditionele stijl naast de voormalige halte Seppe | Woonhuis                 | ca. 1910-1920 |           | Margrietstraat 1              | 51° 33' 29" NB, 4° 32' 41" OL | 521547 | N.S.-complex: dienstwoning in Ambachtelijk-Traditionele stijl naast de voormalige halte Seppe |

## Hoeven
De plaats Hoeven telt 11 inschrijvingen in het rijksmonumentenregister. Zie Lijst van rijksmonumenten in Hoeven voor een overzicht.

## Oud Gastel
De plaats Oud Gastel telt 18 inschrijvingen in het rijksmonumentenregister. Zie Lijst van rijksmonumenten in Oud Gastel voor een overzicht.

## Oudenbosch
De plaats Oudenbosch telt 34 inschrijvingen in het rijksmonumentenregister. Zie Lijst van rijksmonumenten in Oudenbosch voor een overzicht.

## Stampersgat
De plaats Stampersgat telt 2 inschrijvingen in het rijksmonumentenregister.
| Object                                | Oorspronkelijke functie? | Bouwjaar  | Architect       | Locatie             | Coördinaten?                  | Nr.?   | Afbeelding        |
| ------------------------------------- | ------------------------ | --------- | --------------- | ------------------- | ----------------------------- | ------ | ----------------- |
| Parochiekerk H. Leonardus en Gezellen | Kerk en kerkonderdeel    | 1923-1924 | Wolter te Riele | Dennis Leestraat 25 | 51° 36' 49" NB, 4° 26' 43" OL | 521521 | Meer afbeeldingen |
| Toegangspoort tot de begraafplaats    | Erfscheiding             | 1923      | Wolter te Riele | Dennis Leestraat 25 | 51° 36' 48" NB, 4° 26' 43" OL | 521522 | Meer afbeeldingen |

's-Hertogenbosch ·
Alphen-Chaam ·
Altena ·
Asten ·
Baarle-Nassau ·
Bergeijk ·
Bergen op Zoom ·
Bernheze ·
Best ·
Bladel ·
Boekel ·
Boxtel ·
Breda ·
Cranendonck ·
Deurne ·
Dongen ·
Drimmelen ·
Eersel ·
Eindhoven ·
Etten-Leur ·
Geertruidenberg ·
Geldrop-Mierlo ·
Gemert-Bakel ·
Gilze en Rijen ·
Goirle ·
Halderberge ·
Heeze-Leende ·
Helmond ·
Heusden ·
Hilvarenbeek ·
Laarbeek ·
Land van Cuijk ·
Loon op Zand ·
Maashorst ·
Meierijstad ·
Moerdijk ·
Nuenen, Gerwen en Nederwetten ·
Oirschot ·
Oisterwijk ·
Oosterhout ·
Oss ·
Reusel-De Mierden ·
Roosendaal ·
Rucphen ·
Sint-Michielsgestel ·
Someren ·
Son en Breugel ·
Steenbergen ·
Tilburg ·
Valkenswaard ·
Veldhoven ·
Vught ·
Waalre ·
Waalwijk ·
Woensdrecht ·
Zundert